# Diodon eydouxii
Diodon eydouxii is een straalvinnige vissensoort uit de familie van egelvissen (Diodontidae). De wetenschappelijke naam van de soort is voor het eerst geldig gepubliceerd in 1846 door Brisout de Barneville.